# Topkapi (film)
Topkapi – amerykańska komedia kryminalna z 1964 roku w reżyserii Julesa Dassina, zrealizowana na podstawie powieści Erica Amblera.

## Główne role
- Melina Mercouri – Elizabeth Lipp
- Peter Ustinov – Arthur Simon Simpson
- Maximilian Schell – Walter Harper
- Robert Morley – Cedric Page
- Jess Hahn – Hans Fisher
- Gilles Ségal – Giulio
- Akim Tamiroff – Gerven
- Titos Vandis – Harback
- Ege Ernart – Major Ali Tufan

## Fabuła
Złodziejka Elizabeth Lipp wraz ze swoim kochankiem Walterem planują kradzież sztyletu wysadzanego szmaragdami z muzeum Topkapi w Stambule. Do tego celu zostaje zaangażowana "doborowa" ekipa.

## Nagrody (wybrane)
Oscary za rok 1964
- Najlepszy aktor drugoplanowy – Peter Ustinov

Złote Globy 1964
- Najlepszy aktor w komedii/musicalu – Peter Ustinov (nominacja)
- Najlepsza aktorka w komedii/musicalu – Melina Mercouri (nominacja)